# العلوم والتكنولوجيا في الهند

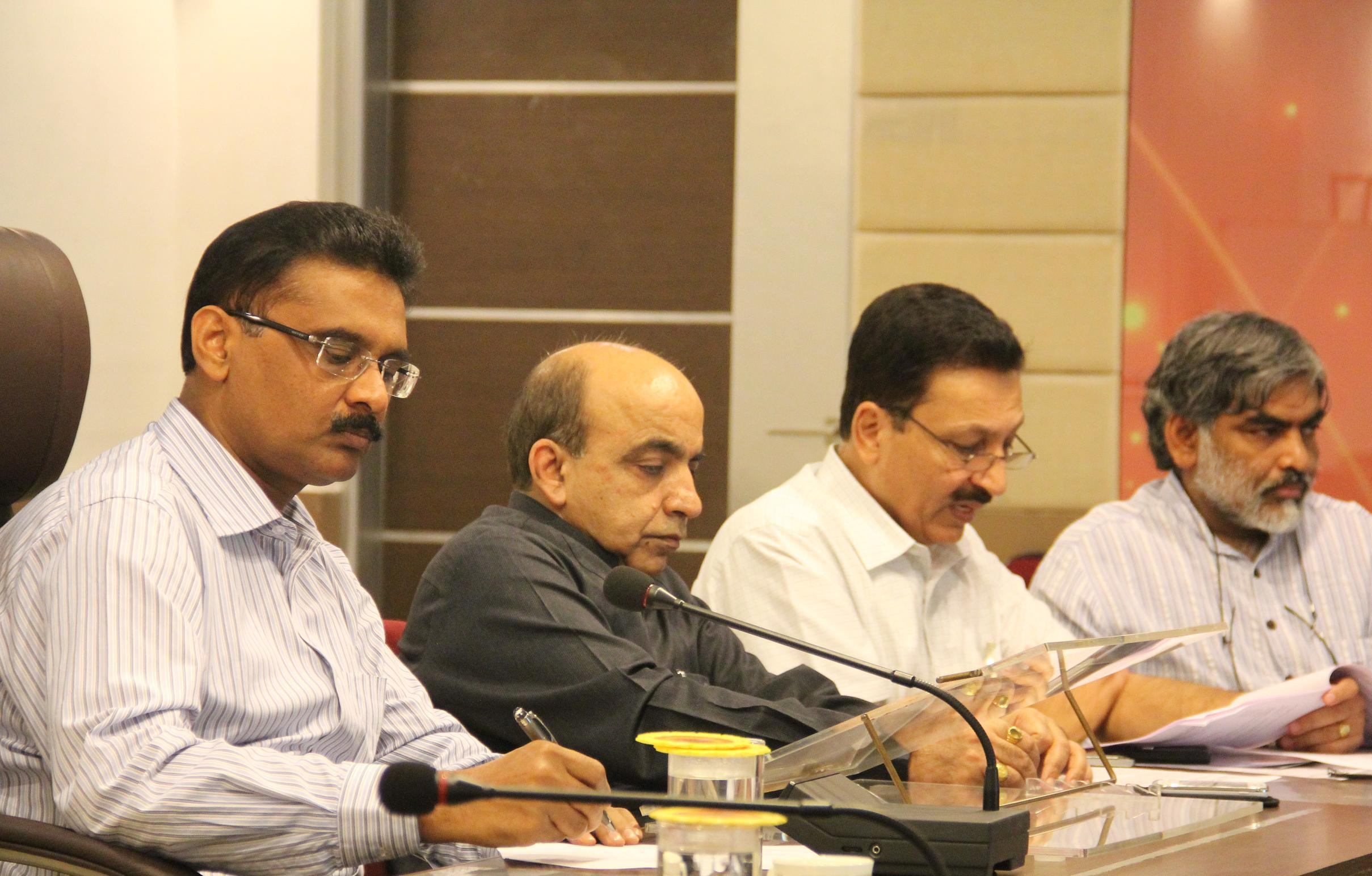
المؤتمر العلمي الهندي الرابع 2012: تعزيز العلوم في الهند مع فيجنانا بهاراتي

بعد الاستقلال، بادر جواهر لال نهرو، أول رئيس وزراء للهند، إلى إجراء إصلاحات لتعزيز التعليم العالي والعلوم والتكنولوجيا في الهند. تم افتتاح المعهد الهندي للتكنولوجيا (آي آي تي) – الذي أنشأته لجنة مكونة من 22 عضوًا من العلماء ورجال الأعمال بهدف تعزيز التعليم التقني – في 18 أغسطس 1951 في خراجبور بولاية البنغال الغربية من قبل وزير التعليم مولانا أبو الكلام آزاد. وبعد ذلك بوقت قصير، تم افتتاح المزيد من المعاهد الهندية للتكنولوجيا في بومباي ومدراس وكانبور ونيودلهي في أواخر خمسينيات وأوائل ستينيات القرن العشرين، بالإضافة إلى المعاهد الإقليمية (التي أصبحت الآن المعاهد الوطنية للتكنولوجيا إن آي تي). منذ ستينيات القرن العشرين، ساعدت الروابط الوثيقة مع الاتحاد السوفيتي في تمكين منظمة البحوث الفضائية الهندية من تطوير البرنامج الفضائي الهندي بشكل سريع وتعزيز الطاقة النووية في الهند حتى بعد اختبار الهند لأول تجربة نووية في 18 مايو 1974 في بوخران.
تشكل الهند حوالي 10% من إجمالي الإنفاق على الأبحاث والتطوير في آسيا، وزاد عدد المنشورات العلمية بنسبة 45% خلال السنوات الخمس حتى عام 2007. ومع ذلك، وفقًا لوزير العلوم والتكنولوجيا الهندي السابق كابيل سيبال، فإن الهند تتخلف في العلوم والتكنولوجيا مقارنة بالدول المتقدمة، حيث أن لديها فقط 140 باحثًا لكل مليون من السكان، مقارنةً بـ 4,651 في الولايات المتحدة. استثمرت الهند 3.7 مليار دولار أمريكي في العلوم والتكنولوجيا في عام 2002-2003. وللمقارنة، استثمرت الصين ما يقارب أربعة أضعاف هذا المبلغ، بينما استثمرت الولايات المتحدة ما يقارب 75 ضعفًا مما استثمرته الهند. وارتفع إنفاق البحث والتطوير ليصل إلى 17.2 مليار دولار أمريكي في 2020-2021.
بينما زادت الهند من إنتاجها من الأوراق العلمية أربعة أضعاف بين عامي 2000 و2015 متجاوزة روسيا وفرنسا من حيث العدد المطلق للأوراق سنويًا، غير أن هذا المعدل تجاوزته كل من الصين والبرازيل؛ وتحقق الأوراق الهندية استشهادات أقل من المتوسط، ونسبةً إلى عدد سكانها، لديها عدد قليل من العلماء. واحتلت الهند المرتبة التاسعة عالميًا في مؤشر نيتشر المعدل لجودة البحث العلمي في عام 2023 وسجلت نموًا أسرع من الصين في هذا العام، وإن كان من قاعدة أقل.
تحتل الهند المرتبة الأربعين في مؤشر الابتكار العالمي لعام 2023.

## التاريخ

### 1947–1967
كانت الهند تهدف إلى «تحويل اقتصادها إلى اقتصاد حديث يناسب العصر النووي وإلى تحقيق ذلك بسرعة». وكان من المفهوم أن الهند لم تكن في طليعة الثورة الصناعية، وبالتالي بذلت جهدًا لتعزيز التعليم العالي والعلوم والتكنولوجيا في الهند.
حددت لجنة التخطيط (1950) مستويات الاستثمار، ووضعت الأولويات، ووزعت الأموال بين الزراعة والصناعة، وقسمت الموارد بين الحكومة المركزية وحكومات الولايات. كانت نتيجة الجهود بين عامي 1947 و1962 هي زيادة المساحة المروية بمقدار 45 مليون فدان (180 ألف كيلومتر مربع)، وزيادة إنتاج الغذاء بمقدار 34 مليون طن متري، وزيادة قدرة توليد الطاقة المركبة بمقدار 79 مليون كيلوواط، وزيادة إجمالية بنسبة 94% في الإنتاج الصناعي. ولكن، كانت الزيادة السكانية الهائلة توازن المكاسب. ورغم الأزمة الاقتصادية، تمكنت البلاد من بناء قوة عاملة علمية كبيرة، تعد ثاني أكبر قوة علمية بعد الولايات المتحدة والاتحاد السوفيتي.
كان التعليم – الذي تقدمه الحكومة الهندية – مجانيًا وإلزاميًا حتى سن 14 عامًا، وتم التركيز بشكل أكبر على تعزيز المهارات المهنية والتقنية. وأشار جي بّي. نايك، السكرتير العام للجنة التعليم الهندية، إلى سياسات التعليم في ذلك الوقت قائلًا:
«التبرير الرئيسي للإنفاق الأكبر على إعادة بناء التعليم هو الفرضية بأن التعليم هو العامل الفردي الأكثر أهمية الذي يؤدي إلى النمو الاقتصادي استنادًا إلى تطوير العلوم والتكنولوجيا».
في 18 أغسطس 1951، افتتح وزير التعليم مولانا أبو الكلام آزاد، المعهد الهندي للتكنولوجيا في خراجبور بولاية البنغال الغربية. ربما تم تصميم هذه المؤسسات على غرار معهد ماساتشوستس للتكنولوجيا، وتم إنشاؤها من قبل لجنة مكونة من 22 عضوًا من العلماء ورواد الأعمال برئاسة ن.ر. ساركار.
جاءت الحرب الصينية الهندية (1962) بمثابة صحوة عنيفة لمدى الاستعداد العسكري، ونتيجة لذلك، سعت الهند إلى تعزيز التعاون العسكري مع الاتحاد السوفييتي، بهدف تطوير التكنولوجيا العسكرية المتقدمة. تم تشكيل منظمة أبحاث وتطوير الدفاع في عام 1958.
بدأ البث الإذاعي في الهند عام 1927، وأصبح تحت إشراف الدولة في عام 1930. في عام 1947، تم تسميته باسم «إذاعة عموم الهند» ومنذ عام 1957 أصبح يُعرف بـ «آكاشفاني». بدأ بث البرامج التلفزيونية لفترات محدودة في عام 1959، وتبعه البث الكامل في عام 1965.
حصلت الحكومة الهندية على أجهزة كمبيوتر EVS EM من الاتحاد السوفيتي، والتي استُخدمت في الشركات الكبرى والمختبرات البحثية.

### 1967–1985
يعود أساس الطاقة النووية في الهند إلى الحصول المبكر على تكنولوجيا المفاعلات النووية من عدة دول غربية، خاصة الدعم الأمريكي لمحطة الطاقة الذرية في تارا بور ومفاعلات كاندو الكندية. قد تكون السياسات السلمية لموهانداس كرمشاند غاندي قد أخرت بداية استخدام التكنولوجيا النووية في الهند.
يصف ستانلي وولبرت (2008) التدابير التي اتخذتها الحكومة الهندية لزيادة الإنتاج الزراعي قائلًا:
حصل برنامج الفضاء الهندي على الدعم المالي فقط من الاتحاد السوفيتي، مما ساعد منظمة أبحاث الفضاء الهندية في تحقيق أهدافها مثل إنشاء محطة ثومبا الاستوائية لإطلاق الصواريخ، وإطلاق الأقمار الصناعية للاستشعار عن بُعد، وتطوير أول قمر صناعي هندي - آريا بهاتا، وإرسال رواد الفضاء إلى الفضاء. حافظت الهند أيضًا على برنامجها النووي بعد العملية المعروفة باسم «بوذا المبتسم»، أول اختبار نووي للهند.
على الرغم من أن جذور هيئة الصلب الهندية المحدودة تعود إلى شركة هندستان للصلب الخاصة المحدودة (1954)، فإن الأحداث التي أدت إلى تشكيل الهيئة في شكلها الحديث موضحة أدناه:
قامت وزارة الصلب والمناجم بصياغة بيان سياسة لوضع نموذج جديد لإدارة الصناعة. تم تقديم هذا البيان إلى البرلمان في 2 ديسمبر 1972. بناءً على ذلك، تم اقتراح فكرة إنشاء شركة قابضة لإدارة المدخلات والمخرجات تحت مظلة واحدة، مما أدى إلى تشكيل هيئة الصلب الهندية المحدودة. تم تأسيس الشركة في 24 يناير 1973 برأس مال مُصرح به قدره 2000 كرور روبية، وكانت مسؤولة عن إدارة خمس محطات للصلب المتكامل في بهيلاي، بوكارو، دورجابور، روركيلا، وبيرنبور، بالإضافة إلى مصنع سبائك الصلب ومصنع سالم للصلب. في عام 1978، أعيدت هيكلة هيئة الصلب المحدودة كشركة تشغيل.
في عام 1981، بدأ البرنامج الهندي للأبحاث في القطب الجنوبي عندما انطلقت أول بعثة هندية إلى القطب الجنوبي من غوا. وتم إرسال المزيد من البعثات كل عام إلى قاعدة «داكشين جانجوتري» في الهند.